# Gustavo Gay
Gustavo Gay (Vercelli, 26 febbraio 1899 – Milano, 12 dicembre 1966) è stato un calciatore italiano, di ruolo attaccante.
Era chiamato anche Gay II per distinguerlo da Arturo, anch'egli calciatore della Pro Vercelli.

## Carriera
Giocò nella Pro Vercelli, con cui disputò 24 partite segnando 11 reti nella stagione 1922-1923.
Successivamente si dimise da tesserato vercellese e passò al Milan, con cui disputò 11 partite segnando 4 reti nel campionato di Prima Divisione 1923-1924; il suo trasferimento ai rossoneri, contro cui fece vanamente reclamo la Pro Vercelli, venne battezzato caso Gay e fu prodromico di uno dei massimi scandali del calcio italiano, il caso Rosetta.